# Tirol Raiders 2024
Questa voce raccoglie le informazioni riguardanti i Tirol Raiders nelle competizioni ufficiali della stagione 2024.

## Maschile

### Seconda squadra

#### Austrian Football League 2024

##### Stagione regolare
| Innsbruck 16 marzo 2024, ore 15:00 1ª giornata | Tirol Raiders | 45 – 2 (0-2 10-0 21-0 14-0) referto | AFC Rangers Mödling | Football Bundes Leistungs Zentrum (715 spett.) |

| Vienna 23 marzo 2024, ore 14:00 2ª giornata | Danube Dragons | 23 – 7 (0-0 14-0 7-0 2-7) referto | Tirol Raiders | Sportplatz Donaufeld (1350 spett.) |

| Innsbruck 30 marzo 2024, ore 15:00 3ª giornata | Tirol Raiders | 0 – 21 referto | Prague Black Panthers | Football Bundes Leistungs Zentrum (687 spett.) |

| Graz 13 aprile 2024, ore 15:00 4ª giornata | Graz Giants | 49 – 21 (14-0 14-7 14-0 7-14) referto | Tirol Raiders | Stadion Eggenberg (1021 spett.) |

| Telfs 28 aprile 2024, ore 15:00 5ª giornata | Telfs Patriots | 6 – 56 (0-28 0-14 6-7 0-7) referto | Tirol Raiders | Sportzentrum Telfs |

| Innsbruck 4 maggio 2024, ore 18:00 6ª giornata | Tirol Raiders | 30 – 0 (14-0 6-0 0-0 10-0) referto | Salzburg Ducks | Football Bundes Leistungs Zentrum (622 spett.) |

| Innsbruck 18 maggio 2024, ore 18:00 7ª giornata | Tirol Raiders | 25 – 42 (3-14 7-7 8-7 7-14) referto | Vienna Vikings | Football Bundes Leistungs Zentrum (725 spett.) |

| Praga 26 maggio 2024, ore 13:00 8ª giornata | Prague Black Panthers | 29 – 7 (7-0 9-7 13-0 0-0) referto | Tirol Raiders | Stadion SK Prosek |

| Innsbruck 9 giugno 2024, ore 18:00 9ª giornata | Tirol Raiders | 50 – 27 (9-0 14-7 20-7 7-13) referto | Telfs Patriots | Football Bundes Leistungs Zentrum (794 spett.) |

| Salisburgo 15 giugno 2024, ore 16:00 10ª giornata | Salzburg Ducks | 30 – 14 (7-0 6-7 7-0 10-7) referto | Tirol Raiders | Ducks Pond (650 spett.) |

#### Statistiche di squadra
| Competizione      | %Vittorie | In casa | In casa | In casa | In casa | In casa | In casa | In trasferta | In trasferta | In trasferta | In trasferta | In trasferta | In trasferta | Totale | Totale | Totale | Totale | Totale | Totale |
| Competizione      | %Vittorie | G       | V       | N       | P       | Pf      | Ps      | G            | V            | N            | P            | Pf           | Ps           | G      | V      | N      | P      | Pf     | Ps     |
| ----------------- | --------- | ------- | ------- | ------- | ------- | ------- | ------- | ------------ | ------------ | ------------ | ------------ | ------------ | ------------ | ------ | ------ | ------ | ------ | ------ | ------ |
| Stagione regolare | .400      | 5       | 3       | 0       | 2       | 150     | 92      | 5            | 1            | 0            | 4            | 105          | 137          | 10     | 4      | 0      | 6      | 255    | 229    |
| Totale            | .400      | 5       | 3       | 0       | 2       | 150     | 92      | 5            | 1            | 0            | 4            | 105          | 137          | 10     | 4      | 0      | 6      | 255    | 229    |

#### Statistiche personali

##### Marcatori
| Giocatore  | Ruolo | TD rush | TD recv | TD int | TD p.ret | TD k.ret | TD oth | Xp1 | Xp2 | FG | Saf | Totale |
| ---------- | ----- | ------- | ------- | ------ | -------- | -------- | ------ | --- | --- | -- | --- | ------ |
| Tonko      |       | 5       | 1       | 0      | 0        | 0        | 0      | 0   | 0   | 0  | 0   | 36     |
| Kantner    |       | 1       | 4       | 0      | 0        | 0        | 0      | 0   | 0   | 0  | 0   | 30     |
| Schneider  |       | 5       | 0       | 0      | 0        | 0        | 0      | 0   | 0   | 0  | 0   | 30     |
| Kriwak     |       | 0       | 0       | 0      | 0        | 0        | 0      | 21  | 0   | 2  | 0   | 27     |
| Pilger     |       | 0       | 4       | 0      | 0        | 0        | 0      | 0   | 0   | 0  | 0   | 24     |
| Radauer    |       | 0       | 3       | 0      | 0        | 0        | 0      | 0   | 0   | 0  | 0   | 18     |
| Tribler    |       | 0       | 3       | 0      | 0        | 0        | 0      | 0   | 0   | 0  | 0   | 18     |
| Bast       |       | 1       | 1       | 0      | 0        | 0        | 0      | 0   | 0   | 0  | 0   | 12     |
| Martin     |       | 1       | 1       | 0      | 0        | 0        | 0      | 0   | 0   | 0  | 0   | 12     |
| Patalas    |       | 0       | 1       | 0      | 0        | 1        | 0      | 0   | 0   | 0  | 0   | 12     |
| Trinkl     |       | 0       | 0       | 0      | 0        | 0        | 0      | 10  | 0   | 0  | 0   | 10     |
| Pan        |       | 0       | 1       | 0      | 0        | 0        | 0      | 0   | 0   | 0  | 0   | 6      |
| Timmermann |       | 0       | 1       | 0      | 0        | 0        | 0      | 0   | 0   | 0  | 0   | 6      |
| Walter     |       | 0       | 1       | 0      | 0        | 0        | 0      | 0   | 0   | 0  | 0   | 6      |
| Stark      |       | 0       | 0       | 0      | 0        | 0        | 0      | 1   | 0   | 1  | 0   | 4      |
| Wölfl      |       | 0       | 0       | 0      | 0        | 0        | 0      | 0   | 0   | 0  | 1   | 2      |
| Team       |       | 0       | 0       | 0      | 0        | 0        | 0      | 0   | 1   | 0  | 0   | 2      |

##### Passer rating
| Giocatore | G | Att | Comp | Int | Yds | TD | NFL    | NCAA   |
| --------- | - | --- | ---- | --- | --- | -- | ------ | ------ |
| Maiacher  | 5 | 38  | 23   | 1   | 376 | 8  | 122,37 | 207,85 |
| Martin    | 9 | 159 | 83   | 13  | 945 | 13 | 63,54  | 112,75 |

## Femminile

### AFL - Division Ladies 2024

#### Stagione regolare
| Salisburgo 2 giugno 2024, ore 16:00 CEST 1ª giornata | Salzburg Ducks Ladies | 24 – 70 (18-7 0-31 6-26 0-6) referto | Tirol Raiders Ladies/ Schwaz Hammers Ladies | Ducks Pond |

| Vienna 8 giugno 2024, ore 15:00 CEST 2ª giornata | Vienna Vikings Ladies | 0 – 48 (0-12 0-20 0-0 0-16) referto | Tirol Raiders Ladies/ Schwaz Hammers Ladies | Footballzentrum Ravelinstraße |

| Innsbruck 30 giugno 2024, ore 15:00 CEST 4ª giornata | Tirol Raiders Ladies /Schwaz Hammers Ladies | 72 – 36 (15-6 14-12 35-12 12-6) referto | Salzburg Ducks Ladies | Football Bundes Leistungs Zentrum |

| Innsbruck 13 luglio 2024, ore 18:00 CEST 5ª giornata | Tirol Raiders Ladies /Schwaz Hammers Ladies | 70 – 33 (22-12 24-7 8-14 16-0) referto | Vienna Vikings Ladies | Football Bundes Leistungs Zentrum |

#### Playoff
| Wiener Neustadt 28 luglio 2024, ore 13:00 Ladies Bowl | Tirol Raiders Ladies/ Schwaz Hammers Ladies | 72 – 54 (20-6 14-6 24-14 14-28) referto | Salzburg Ducks Ladies | Ergo Arena |

### Statistiche di squadra
| Competizione      | %Vittorie | In casa | In casa | In casa | In casa | In casa | In casa | In trasferta | In trasferta | In trasferta | In trasferta | In trasferta | In trasferta | Totale | Totale | Totale | Totale | Totale | Totale |
| Competizione      | %Vittorie | G       | V       | N       | P       | Pf      | Ps      | G            | V            | N            | P            | Pf           | Ps           | G      | V      | N      | P      | Pf     | Ps     |
| ----------------- | --------- | ------- | ------- | ------- | ------- | ------- | ------- | ------------ | ------------ | ------------ | ------------ | ------------ | ------------ | ------ | ------ | ------ | ------ | ------ | ------ |
| Stagione regolare | 1.000     | 2       | 2       | 0       | 0       | 142     | 69      | 2            | 2            | 0            | 0            | 118          | 24           | 4      | 4      | 0      | 0      | 260    | 93     |
| Playoff           | 1.000     | 1       | 1       | 0       | 0       | 72      | 54      | 0            | 0            | 0            | 0            | 0            | 0            | 1      | 1      | 0      | 0      | 72     | 54     |
| Totale            | 1.000     | 3       | 3       | 0       | 0       | 214     | 123     | 2            | 2            | 0            | 0            | 118          | 24           | 5      | 5      | 0      | 0      | 332    | 147    |